# Power Rangers : Jungle Fury
Chronologie
Opération Overdrive RPM
Power Rangers : Jungle Fury ou Power Rangers : Fureur de la jungle au Québec est la 16e saison de la série télévisée américaine Power Rangers, adaptée du super sentai Gekiranger et produite par Disney et la Toei Company.
Elle a été diffusée aux États-Unis en 2008 sur Jetix et en France en 2009 sur Disney XD puis sur TF1. Canal J rediffuse la série à partir du 30 août 2014.

## Synopsis
Depuis plus de 10 000 ans, un esprit de pur mal nommé Dai Shi a été enfermé et gardé en sécurité par les Pai Zhuq - l'Ordre de la Griffe - un clan de Kung Fu secret. Les Pai Zhuq sélectionnent leurs trois meilleurs membres, Jarrod, Théo Martin et Lily Chilman, pour devenir les nouveaux gardiens de Dai Shi. En raison de la nature arrogante et intimidante de Jarrod, il est exclu. À la place, un novice nommé Casey Rhodes est choisi.Lors de la cérémonie d'initiation, Jarrod revient et attaque Maître Mao, brisant accidentellement le récipient contenant l'essence de Dai Shi. Dai Shi est libéré, détruit Maître Mao et prend possession du corps de Jarrod. Les nouveaux gardiens se rendent dans la ville d'Ocean Bluff pour chercher leur nouveau maître et découvrent qu'il s'agit d'un homme nommé Robert "James R.J. - chef et propriétaire de la Jungle Karma Pizza. Après avoir testé les gardiens, R.J. leur accorde les pouvoirs et les capacités des Power Rangers Jungle Fury, faisant d'eux le seul espoir de la Terre pour arrêter Dai Shi, qui, avec sa lieutenante Camille, d'autres sbires et l'armée de guerriers Rinshi morts-vivants, tente de prendre le contrôle du monde et de permettre aux animaux de régner sur les humains. Initialement, R.J. agit uniquement en tant que mentor et entraîneur des Power Rangers, mais au fur et à mesure de la série, il se joint à eux en tant que Ranger Loup . Pendant ce temps, ils sont également rejoints par Dominic Hargan, qui a étudié avec RJ, et Fran - initialement cliente puis employée de la Jungle Karma Pizza. Dominic rejoint en tant que Ranger Rhinocéros, et Fran est chargée de surveiller les écrans et d'informer des attaques des Rinshi pendant que R.J. est avec les autres Rangers. Finalement, Camille est prise pour cible par les sbires Scorch et Snapper, jaloux de sa popularité auprès de Dai Shi - bien qu'en réalité, c'est l'esprit humain de Jarrod luttant contre Dai Shi qui l'attire. Par conséquent, elle se retourne contre eux et Dai Shi, permettant à Jarrod de se libérer de son emprise spirituelle, et les deux se joignent aux Rangers, qui utilisent finalement leurs Esprits Animaux pour vaincre Dai Shi et ses forces. Dans l'épilogue, un Jarrod plus mature et responsable retourne au Pai Zhuq pour reprendre son entraînement, suivi de Camille. Lily, Théo et R.J.restent à la Jungle Karma Pizza. Dominic et Fran font le tour du monde en sac à dos, et Casey devient enseignant au Pai Zhuq, avec Jarrod et Camille parmi ses élèves.

## Distribution

### Power rangers jungle Fury
|                | Acteurs                                  | Rôles                      | Rangers                  | Armes                                                           | Véhicules        | Armures                                                   | Zords                                                                                   |
| -------------- | ---------------------------------------- | -------------------------- | ------------------------ | --------------------------------------------------------------- | ---------------- | --------------------------------------------------------- | --------------------------------------------------------------------------------------- |
| theo christine | (VF : Vincent Barazzoni)                 | Casey Rhodes               | Ranger Jungle Fury rouge | Morpher solaire, Nunchakus de la Jungle, Sabres du Requin       | Moto foudroyante | Armure Moto foudroyante, Ranger Maître de la Jungle rouge | Esprit Animal du Tigre, Esprit Animal du Requin, Esprit Animal du Gorille               |
| Kim higelin    | (VF : Julie Turin)                       | Lily Chilman               | Ranger Jungle Fury jaune | Morpher solaire, Bambou de la Jungle, Masse d'Arme de la Jungle |                  | Ranger Maître de la Jungle jaune                          | Esprit Animal du Guépard, Esprit Animal de l'Éléphant, Esprit Animal du Pingouin        |
| Adam bessa     | Aljin Abella (VF : Alexandre Nguyen)     | Théodore « Théo » Martin   | Ranger Jungle Fury bleu  | Morpher solaire, Tonfa de la Jungle, Éventail Sauvage           |                  | Ranger Maître de la Jungle bleu                           | Esprit Animal du Jaguar, Esprit Animal de la Chauve-Souris, Esprit Animal de l'Antilope |
| melvin boomer  | David de Lautour (VF : Franck Tordjman)  | Robert James « R.J. » Finn | Ranger Loup              | Morpher du Loup                                                 |                  |                                                           | Esprit Animal du Loup                                                                   |
| idir azougli   | Nikolai Nikolaeff (VF : Geoffrey Vigier) | Dominic Hargan             | Ranger Rhinocéros        | Morpher du Rhinocéros, Dague de Contrôle                        |                  |                                                           | Zord du Rhinocéros d'Acier                                                              |

### Esprit Rangers
Les Esprit Rangers sont une sous-équipe de trois Rangers Jungle Fury créés à partir des esprits de Maître Phant, Maître Swoop et Maître Finn. À l'origine créés par les Animaux Fantômes et contrôlés à l'aide des Yeux de cristal, les Esprit Rangers étaient autrefois ennemis des Rangers Jungle Fury jusqu'à ce qu'ils soient libérés, permettant aux trois Rangers principaux de faire appel au Ranger basé sur leurs anciens maîtres respectifs.
| Acteurs               | Rôles                             | Rangers                           | Ames                      |
| --------------------- | --------------------------------- | --------------------------------- | ------------------------- |
| Bruce Allpress (voix) | Esprit Ranger de l'Éléphant       | Esprit Ranger de l'Éléphant       | Masse d'Arme de la Jungle |
| Oliver Driver (voix)  | Esprit Ranger de la Chauve-Souris | Esprit Ranger de la Chauve-Souris | Éventail Sauvage          |
| Paul Gittins (voix)   | Esprit Ranger du Requin           | Esprit Ranger du Requin           | Sabres du Requin          |

### Amis

#### Maîtres Pai Zhuq
- Maître Mao (Nathaniel Lees) : Maître Mao était le professeur principal à l'Académie Pai Zhuq et le maître de l'Esprit Animal du Caracal. Il a choisi Casey Rhodes, Théo Martin et Lily Chilman pour devenir les trois gardiens du coffre de Dai Shi, jusqu'à ce que Jarrod fasse irruption et libère accidentellement Dai Shi, qui tue alors Maître Mao avant de posséder Jarrod. Son esprit reste dans le monde humain et aide les Ranger Jungle Fury à plusieurs reprises en ouvrant un portail vers le Monde des Esprits et en combattant l'armée ressuscitée de Dai Shi lors des Dernières Guerre des Animaux. Il affronte seul deux Rinshi avant de se transformer en sa forme caracal supérieure avec les autres Maîtres Pai Zhuq pour détruire le reste de l'armée de Dai Shi. Après que Dai Shi a été définitivement détruit, son esprit trouve enfin la paix et passe dans le Monde des Esprits.
- Maître Phant (Bruce Allpress) : Maître Phant est le Maître Pai Zhuq de l'Esprit Animal de l'Éléphant qui est devenu un ermite, préférant vivre seul jusqu'à ce que Lily Chilman, la Ranger Jungle Fury jaune, ait besoin de sa Masse d'Arme de la Jungle pour combattre une Bête Rinshi. Il refuse de la former jusqu'à ce qu'il assiste à une attaque de Rinshi dans sa cour et décide de former Lily à utiliser sa Masse d'Arme de la Jungle. Il lui transmet également son Esprit Animal d'Éléphant pour l'utiliser lors des combats de géants. Il est capturé par le Général Snapper et utilise Rinzin en conjonction avec un Œil de Cristal pour créer l' Esprit de Ranger de l'Éléphant maléfique, jusqu'à ce qu'il soit secouru par R.J.et transmette à Lily la capacité d'invoquer l'Esprit de Ranger de l'Éléphant. Maître Phant combat lors de la Guerre Finale des Animaux et affronte seul le Général Snapper avant de se transformer en une forme éléphantine élevée avec les autres Maîtres Pai Zhuq pour détruire le reste de l'Armée de Dai Shi.
- Maître Swoop (Oliver Driver) : Maître Swoop est le maître aveugle Pai Zhuq de l'Esprit Animal de la Chauve-Souris et le créateur de la technique de l'aveugle, un style de combat utilisé pour affronter des adversaires dont la vision est entravée. Il entraîne également R.J., le Ranger Loup, avant de former Théo Martin, le Ranger Jungle Fury bleu, à utiliser l'Éventail Sauvage. Il transmet également son Esprit Animal de la Chauve-Souris à Théo pour l'utiliser lors des combats géants. Il est capturé par le Général Scorch et utilise Rinzin en conjonction avec un Œil de Cristal pour créer l'Esprit Ranger de la Chauve-Souris pour le mal, jusqu'à ce qu'il soit sauvé par R.J. Il transmet ensuite la capacité d'invoquer l'Esprit Ranger de la Chauve-Souris à Theo. Maître Swoop participe à la Guerre Finale des Animaux et combat Carnisoar seul avant de se transformer en une forme de chauve-souris supérieure avec les autres Maîtres Pai Zhuq pour détruire le reste de l'armée de Dai Shi.
- Maître Finn (Paul Gittens) : Maître Finn est le Maître Pai Zhuq de l'Esprit Animal du Requin et le père de R.J., le Ranger Loup, qui souhaitait que R.J. suive ses traces jusqu'à ce que R.J. décide de trouver son propre style en s'entraînant avec Maître Swoop et en se spécialisant dans l'Esprit Animal du Loup. Il forme Casey Rhodes, le Ranger Jungle Fury rouge, à utiliser les Sabres du Requin et lui transmet son Esprit Animal du Requin pour les utiliser lors des combats géants. Il est capturé par le Général Whiger et utilise Rinzin en conjonction avec un Œil de Cristal pour créer l'Esprit Ranger du Requin pour le mal, jusqu'à ce qu'il soit piégé à l'intérieur de l'Œil de Cristal en raison d'un des dispositifs de R.J., mais il est finalement libéré et transmet la capacité d'invoquer l'Esprit Ranger du Requin à Casey. Maître Finn participe à la Guerre Finale des Animaux et combat Jellica seul avant de se transformer en une forme de requin supérieure avec les autres Maîtres Pai Zhuq pour détruire le reste de l'armée de Dai Shi.
- Maître Rille (Stig Eldred) : Maître Rille est le Maître Pai Zhuq de l'Esprit du Gorille qui vivait dans le Monde des Esprits après avoir péri lors de la Guerre Originale des Animaux. Il forme Casey Rhodes, le Ranger Jungle Fury rouge, après que ce dernier se rende dans le Monde des Esprits pour s'entraîner, et lui confère la capacité d'utiliser le Niveau Maître de la Jungle et d'invoquer son Esprit Animal du Gorille pour les utiliser lors des combats géants, après que Casey ait surmonté ses peurs d'enfance. Plus tard, il se rend dans le Monde des Humains pendant la Guerre Finale des Animaux et combat personnellement les Gardes de l'Ombre rouge avant de se transformer en une forme de gorille supérieure avec les autres Maîtres Pai Zhuq pour détruire le reste de l'armée de Dai Shi.
- Maître Gouin (Michelle Langstone) : Maître Gouin est la maîtresse Pai Zhuq de l'Esprit Animal du Pingouin qui vivait dans le Monde des Esprits après avoir péri lors de la Guerre Originale des Animaux. Elle forme Lily Chilman, le Ranger Jungle Fury jaune, après que celle-ci se rende dans le Monde des Esprits pour s'entraîner, et lui confère la capacité d'utiliser le Niveau Maître de la Jungle et d'invoquer son Esprit Animal du Pingouin pour les utiliser lors des combats géants, après que Lily ait surmonté sa peur des araignées. Plus tard, elle se rend dans le Monde des Humains pendant la Guerre Finale des Animaux et combat personnellement le Guerrier de la Bête Fantôme, Lepus, avant de se transformer en une forme de pingouin supérieure avec les autres Maîtres Pai Zhuq pour détruire le reste de l'armée de Dai Shi.
- Maître Lope (Andrew Laing) : Maître Lope est le Maître Pai Zhuq de l'Esprit Animal de l'Antilope qui vivait dans le Monde des Esprits après avoir péri lors de la Guerre Originale des Animaux. Il forme Théo Martin, le Ranger Jungle Fury bleu, après que celui-ci se rende dans le Monde des Esprits pour s'entraîner, et lui confère la capacité d'utiliser le Niveau Maître de la Jungle et d'invoquer son Esprit Animal de l'Antilope pour les utiliser lors des combats géants, après que Théo ait surmonté sa peur de la scène. Plus tard, il se rend dans le Monde des Humains pendant la Guerre Finale des Animaux et combat personnellement le Guerrier des Animaux Fantômes, Dynamir, avant de se transformer en une forme d'antilope supérieure avec les autres Maîtres Pai Zhuq pour détruire le reste de l'armée de Dai Shi.

#### Ocean Bluff
- Fran (Sarah Thomson) : Fran était une cliente régulière de la Jungle Karma Pizza qui est embauchée par R.J. vers la même époque que les Rangers Jungle Fury. Elle se retrouve souvent à gérer seule la Jungle Karma Pizza, ce qui la frustre, sans connaître l'identité des Rangers Jungle Fury jusqu'à ce qu'elle les voie se métamorphoser et se battre sur l'écran de télévision de R.J. Elle se rapproche de Dominic Hargan, le Ranger Rhinocéros, lorsqu'il vient à Ocean Bluff, et elle parcourt le monde avec lui après la défaite de Dai Shi par les Rangers Jungle Fury.
- Docteur Sylvia Jennings (Lara Rachael Chisholm) : Sylvia Jennings est une archéologue travaillant à Ocean Bluff qui a découvert cinq des Yeux de Cristal. Casey Rhodes essaie de la convaincre de les lui remettre pour les mettre en sécurité, mais elle refuse jusqu'à ce que Camille les vole. Elle les remet ensuite à Casey pour s'assurer que les Généraux des Animaux Fantômes emprisonnés à l'intérieur ne puissent pas s'échapper.
- Gabby (Vicky Rodewyk) : Gabby est la nièce de Maître Phant et s'entraîne avec Lily Chilman, le Ranger Jungle Fury jaune, afin d'améliorer ses compétences en danse et de l'aider à surmonter sa peur de l'échec.
- Luen Martin (Aljin Abella) : Luen Martin est le frère jumeau de Théo Martin, le Ranger Jungle Fury bleu. Contrairement à Théo, Luen a une personnalité plus décontractée, ce qui frustre Théo. Il est confondu avec Théo par le Guerrier des Animaux Fantômes, Dynamir, mais il est secouru par son frère. Peu après cet événement, Luen part pour sa prochaine aventure.
- Jimmy (Jonathan Gregory Mahon-Heap) : Jimmy est un étudiant de Casey Rhodes, le Ranger Jungle Fury rouge, qui possède également l'Esprit Animal du Tigre. Il aide les Rangers Jungle Fury à augmenter la puissance du Canon Griffe après que l'Esprit Animal de Casey a été volé par Whiger.
- Maryl Snyder (Siobhan Page) : Maryl Snyder est une généticienne à Ocean Bluff qui développe la formule de clonage X5, qui a la capacité de cloner des singes. Cette formule est volée par Camille et utilisée par le Guerrier des Animaux Fantômes, Grinder. Elle informe Dominic Hargan, le Ranger Rhinocéros, de sa faiblesse, qui est que le singe original développe une démangeaison insupportable.

### Ennemis

#### Clan de Dai Shi
- Dai Shi (Geoff Dolan) : Dai Shi est une créature semblable à un dragon qui a dirigé une attaque contre l'humanité connue sous le nom de Guerre des Animaux. Dai Shi est piégé à l'intérieur d'un coffret par l'Ordre de la Griffe, où il prend une forme spirituelle. Il est accidentellement libéré par Jarrod, un étudiant de Pai Zhuq, qui utilise son corps pour diriger ses armées et en apprendre davantage sur l'humanité en vivant en tant qu'humain. Dai Shi perd finalement le contrôle sur Jarrod et déclenche la Guerre Finale des Animaux en ouvrant un portail vers le Monde des Esprits et en ressuscitant les membres les plus puissants de son armée : Scorch, Snapper, leurs huit Guerriers Fantômes, Les Trois Seigneurs, les deux Gardes Rouges de Grizzaka, Les Cinq Doigts du Poison et deux autres monstres. Dai Shi retrouve alors sa forme corporelle après avoir volé les Esprits Animaux des Maîtres Pai Zhuq et manque de détruire les  Rangers Jungle Fury. Cependant, après avoir été gravement affaibli par une attaque de l'intérieur de Jarrod, Dai Shi est détruit par une attaque combinée des Trois Élus.
- Jarrod (Bede Skinner) : Jarrod est un ancien étudiant de Pai Zhuq qui libère accidentellement Dai Shi après avoir été ignoré par le Maître Mao. Il est ensuite possédé par Dai Shi et dirige son armée de Rinshi et de Bêtes Rinshi pour détruire l'humanité. Après avoir été possédé par Dai Shi, Jarrod acquiert la capacité d'enfiler une armure de lion lors des combats. Après avoir été formé par Carnisoar et Jellica, Jarrod affronte les Rangers Jungle Fury seul et les bat facilement jusqu'à ce qu'ils s'entraînent sous la direction des Maîtres Pai Zhuq dans le Monde des Esprits. Il tente ensuite de s'entraîner sous la tutelle de Grizzaka, mais est rejeté par lui qui prend brièvement le contrôle de son armée. Après que Jarrod obtient la capacité d'utiliser Zocato, il retrouve son trône et est sollicité par les Généraux des Animaux Fantômes récemment ressuscités pour devenir leur chef. Il hésite d'abord à les rejoindre, mais finit par accepter leur offre, acquérant la capacité d'utiliser Rinzin et la capacité d'enfiler une nouvelle armure de griffon. Jarrod se libère lentement de l'influence de Dai Shi ici et là il sauve Camille après que les Généraux des Animaux Fantômes ont tenté de la détruire avec trois Guerriers des Animaux Fantômes. Cependant, Dai Shi reprendra le plein contrôle sur Jarrod et combattra le Ranger Jungle Fury rouge dans un combat en tête-à-tête. Jarrod se libère ensuite définitivement de son influence et aide les Rangers Jungle Fury dans la Guerre Finale des Animaux. Après que Dai Shi soit définitivement détruit, Jarrod s'inscrit en tant que débutant à l'Académie Pai Zhuq.
- Camille (Holly Shanahan) : Camille est une guerrière féminine à l'apparence humaine avec des traits de caméléon et une fidèle disciple de Dai Shi. Elle attendait avec impatience le retour de son maître depuis des siècles et lorsqu'il revient au Temple de Dai Shi en possédant le corps de Jarrod, elle développe des sentiments romantiques pour Dai Shi, cherchant à gagner sa faveur de toutes les manières possibles. Elle tente également de prouver sa loyauté envers Dai Shi en détruisant Naja lorsqu'il tente de renverser Dai Shi et en ressuscitant Jellica lorsque les méthodes d'entraînement de Carnisoar sont trop brutales. Camille est une combattante accomplie en son propre droit, capable de se transformer en une forme de monstre semblable à un caméléon. Après que les Animaux Fantômes soient ressuscités et rejoignent le Clan de Dai Shi, Camille tente d'obtenir du Rinzin pour elle-même et finit par devenir elle-même un Général des Animaux Fantômes, acquérant la capacité de se transformer en une forme semblable à un phénix. Lorsque les Généraux des Animaux Fantômes tentent de détruire Camille en raison de sa connexion avec Jarrod, elle remet en question sa place dans le Clan de Dai Shi ainsi que ses sentiments romantiques. Cela prend tout son sens lorsque Camille sacrifie tout son Rinzin pour sauver Jarrod et se range du côté du bien dans la Guerre Finale des Animaux. Après la destruction de Dai Shi, Camille s'inscrit à l'Académie Pai Zhuq avec Jarrod.
- Flit (Kelson Henderson) : Flit était à l'origine un guerrier humain qui combattait dans la Guerre des Animaux et a été transformé en mouche par Camille après qu'elle a jeté de la Poussière de Larve sur lui et avoir tenté de le manger par la même occasion. Cependant, Flit survit à cette ingestion et parvient à s'échapper de l'estomac de Camille pour commenter la bataille géante, mais il ne peut pas rester éloigné d'elle pendant de longues périodes. Flit aide les Rangers Jungle Fury à plusieurs reprises, tentant d'aider R.J. à se débarrasser de son côté loup-garou et à sauver l'Œil de Cristal contenant le Maître Finn. Après la fin de la Guerre Finale des Animaux, Camille inverse la malédiction qu'elle lui avait infligée, le transformant de nouveau en humain, où il commence à travailler comme employé au Jungle Karma Pizza.
- Rinshi : Les Rinshi sont des guerriers au visage blanc utilisés par le Clan de Dai Shi en tant que soldats de base. Ils peuvent également se transformer après avoir été renforcés avec un Esprit Animal appelé une Bête Rinshi.

#### Les Seigneurs
- Carnisoar (Cameron Rhodes) : Carnisoar est le Seigneur du Ciel et détenteur de l'Esprit Animal du Faucon, qui était un fidèle disciple de Dai Shi pendant la Guerre des Animaux. Carnisoar est ramené à la vie par Jarrod grâce à Camille avec l'une des Griffes de Vie de Naja pour le former à atteindre le plus haut sommet du mal, réécrivant ainsi le passé de Jarrod pour accomplir cette tâche. Il quitte le Temple de Dai Shi pendant un court laps de temps après que Camille ait ramené Jellica à la vie pour former Jarrod, mais il revient lorsque Jarrod atteint un nouveau niveau de puissance. Il utilise ses pouvoirs pour donner vie à l'une des Gardes d'Ombre afin d'aider Jarrod à vaincre les Rangers Jungle Fury . Après que Jarrod ait été vaincu au combat par les Rangers Jungle Fury lorsqu'ils ont obtenu leurs Niveau Maître de la Jungle, Carnisoar jure loyauté à Grizzaka après que ce dernier ait pris le contrôle du Clan de Dai Shi. Lorsque les Seigneurs se rendent au Nexus du Rhinocéros, Carnisoar combat lui-même les Rangers Jungle Fury, leur donnant un combat difficile grâce à ses pouvoirs d'illusion. Cependant, le Ranger Jungle Fury rouge  parvient à voir à travers son illusion, ce qui amène Carnisoar à devenir géant pour détruire les Rangers Jungle Fury. Cependant, Carnisoar est lui-même détruit par le Zord du Rhinocéros d'Acier. Carnisoar est plus tard ressuscité par Dai Shi pour combattre lors de la Guerre Finale des Animaux et affronte Maître Swoop. Il est détruit par les Maîtres du Pai Zhuq.
- Jellica (Elisabeth Easther) : Jellica est la Maîtresse de la Mer et détenteur de l'Esprit Animal de la Méduse, qui était une fidèle disciple de Dai Shi pendant la Guerre des Animaux. Jellica est ramenée à la vie par Camille avec l'une des Griffes de Vie de Naja pour remplacer Carnisoar en tant que professeur de Jarrod, et elle le teste en prétendant vouloir former Camille. Après avoir réussi le test de Jellica, celle-ci forme Jarrod et, avec son aide, il atteint un nouveau niveau de puissance. Elle utilise ensuite ses pouvoirs pour donner vie à l'une des Gardes d'Ombre afin d'aider Jarrod à vaincre les Rangers Jungle Fury . Après que Jarrod ait été vaincu au combat par les Rangers Jungle Fury lorsqu'ils ont obtenu leurs Niveau Maître de la Jungle, Jellica jure loyauté à Grizzaka après que ce dernier ait pris le contrôle du Clan de Dai Shi. Lorsque les Seigneurs se rendent au Nexus du Rhinocéros, Jellica tente d'empêcher le Ranger Rhinocéros d'atteindre le Nexus du Rhinocéros. Après que Grizzaka ait été détruit par les Rangers Jungle Fury , elle libère trois des Généraux des Animaux Fantômes des Yeux de Cristal et tente d'utiliser leur pouvoir pour détruire Jarrod et Camille. Cependant, il est révélé qu'ils sont loyaux envers Dai Shi et Jellica est détruite par une attaque combinée des trois Généraux des Animaux Fantômes. Jellica est plus tard ressuscitée par Dai Shi pour combattre lors de la Guerre Finale des Animaux et affronte le Maître Finn. Elle est détruite par les Maîtres du Pai Zhuq.
- Grizzaka (Derek Judge) : Grizzaka est le Seigneur de la Terre et détenteur de l'Esprit Animal de l'Ours, qui était un fidèle disciple de Dai Shi pendant la Guerre des Animaux. Grizzaka est ramené à la vie par Camille avec l'une des Griffes de Vie de Naja et prête immédiatement allégeance à Dai Shi, jusqu'à ce qu'il apprenne qu'il possède actuellement un corps humain. Il renverse alors Jarrod grâce au pouvoir de son Zocato, qu'il utilise pour renforcer ses Bêtes Rinshi et les faire grandir en géants. Grizzaka tente également d'accroître son armée en recherchant les Yeux de Cristal contenant les Animaux Fantômes, et parvient à en obtenir trois. Après que Jarrod ait obtenu une augmentation de pouvoir lui permettant de contrôler le Zocato, Grizzaka perd le contrôle sur le Clan de Dai Shi et tente de détruire les Rangers Jungle Fury avec une immense armée de Rinshi. Il se bat ensuite contre les Rangers Jungle Fury lui-même, où il est vaincu par une attaque combinée des Rangers Jungle Fury. Il grandit ensuite en géant, mais est finalement détruit. Grizzaka est ensuite ressuscité par Dai Shi pour combattre lors de la Guerre Finale des Animaux et affronter le Ranger Rhinocéros. Il est détruit par les Maîtres du Pai Zhuq.

#### Les Généraux des Animaux Fantômes
- Général Scorch (Mark Wright) : Scorch est le chef des Généraux des Animaux Fantômes et détenteur de l'Esprit Animal du Dragon d'Avalon, qui a tenté de renverser Dai Shi pendant la Guerre des Animaux. Il est emprisonné à l'intérieur d'un Œil de Cristal pendant cette période, jusqu'à ce que Jellica le libère avec ses compagnons Généraux des Animaux Fantômes. Il prête ensuite allégeance à Dai Shi, tentant de gagner les faveurs de celui-ci afin de le faire devenir le Roi des Animaux Fantômes. Il tente d'accomplir cela en capturant Maître Swoop et en utilisant son pouvoir conjointement avec le Rinzin et un Œil de Cristal pour créer l'Esprit Ranger de la Chauve-Souris. Après que Whiger ait volé l'Esprit Animal du Tigre du Ranger Jungle Fury rouge, Scorch réussit à faire de Dai Shi le Roi des Animaux Fantômes et accepte à contrecœur de faire de Camille une Générale des Animaux Fantômes. Après que Whiger ait été banni pour un petit échec, Scorch décide que Camille influence l'humain qu'il possède et complote pour la détruire en envoyant trois Guerriers des Animaux Fantômes pour s'en débarrasser une fois pour toutes. Cependant, cela échoue et Scorch tente plus tard de détruire Jarrod et Camille lorsqu'ils font défection du Clan Dai Shi, mais il est apparemment détruit. Il survit cependant et est choisi pour diriger l'armée Rinshi de Dai Shi pendant la Dernière Guerre des Bêtes, mais il est détruit par les Jungle Fury Rangers. Cependant, Scorch est rapidement ressuscité par Dai Shi pour combattre lors de la Guerre Finale des Animaux et affronter le Ranger Jungle Fury rouge. Il est détruit par les Maîtres du Pai Zhuq.
- Général Snapper (Richard Simpson) : Snapper est l'un des Généraux Animaux Fantômes et détenteur de l'Esprit Animal de la Tortue Serpentine, qui a tenté de renverser Dai Shi pendant la Guerre des Animaux. Il est emprisonné à l'intérieur d'un Œil de Cristal pendant cette période, jusqu'à ce que Jellica le libère avec ses compagnons Généraux des Animaux Fantômes. Il prête ensuite allégeance à Dai Shi, tentant de gagner les faveurs de celui-ci afin de le faire devenir le Roi des Animaux Fantômes. Il tente d'accomplir cela en capturant Maître Phant et en utilisant son pouvoir conjointement avec le Rinzin et un Œil de Cristal pour créer l'Esprit Ranger de l'Éléphant. Snapper complote ensuite avec Scorch pour détruire Camille en raison de son influence sur Jarrod, mais il est détruit par celle-ci après qu'elle a rejoint le camp du bien. Snapper est plus tard ressuscité par Dai Shi pour combattre lors de la Guerre Finale des Animaux et affronter Maître Phant. Il est détruit par les Maîtres du Pai Zhuq.
- Général Whiger (Jared Turner) : Whiger est l'un des Généraux des Animaux Fantômes et détenteur de l'Esprit Animal du Tigre Blanc, qui a tenté de renverser Dai Shi pendant la Guerre des Animaux. Il est emprisonné à l'intérieur d'un Œil de Cristal pendant cette période, jusqu'à ce que Jellica le libère avec ses compagnons Généraux des Bêtes Fantômes. Il prête ensuite allégeance à Dai Shi, tentant de gagner les faveurs de celui-ci afin de le faire devenir le Roi des Animaux Fantômes. Il tente d'accomplir cela en capturant Maître Finn et en utilisant son pouvoir conjointement avec le Rinzin et un Œil de Cristal pour créer l'Esprit Ranger du Requin et réussit à faire de Dai Shi le Roi des Animaux Fantômes après avoir volé l'Esprit Animal du Tigre du Ranger Jungle Fury rouge. Après s'être retiré d'un combat contre les Rangers Jungle Fury et ne pas avoir réussi à détruire le Ranger rouge qui n'avait plus son esprit animal, il se fait retirer son Rinzin en punition. Il tente ensuite de regagner les faveurs de Dai Shi avant de disparaître, mais il prend conscience de son erreur après que Casey Rhodes l'ait sauvé de la chute d'une montagne. Il rend ensuite l'Esprit Animal du Tigre à Casey Rhodes et l'aide à secourir ses coéquipiers et des civils capturés avant de disparaître. Whiger est vengé lorsque Casey, Lily et Théo détruisent Dai Shi pour de bon.

## Armes
- Morphers solaires ◆◆◆ : Les Morphers solaires sont les outils nécessaires pour se métamorphoser en Rangers Jungle Fury.
- Morpher du Loup : Le Morpher du Loup est l'outil nécessaire pour se métamorphoser en Ranger Loup.
- Morpher du Rhinocéros : Le Morpher du Rhinocéros est l'outil nécessaire pour se métamorphoser en Ranger Rhinocéros.
- Griffe géante ◆◆◆ : Les Griffes géantes sont des armes de type griffe utilisées par les Rangers Jungle Fury lorsqu'ils sont au Niveau Maître de la Jungle.
- Nunchakus de la Jungle : Les Nunchakus de la Jungle sont les nunchakus personnels du Ranger Jungle Fury rouge.
- Bambou de la Jungle : Le Bambou de la Jungle est le bâton personnel de la Ranger Jungle Fury jaune.
- Tonfa de la Jungle : Les Tonfa de la Jungle sont les tonfas personnels du Ranger Jungle Fury bleu.
- Masse d'Arme de la Jungle ◆/◆ : La Masse d'Arme de la Jungle est une arme de type masse donnée à la Ranger Jungle Fury jaune  par Maître Phant. La Masse d'Arme de la Jungle est également utilisé par l'Esprit Ranger de l'Éléphant.
- Éventail sauvage ◆/◆ : L'Éventail sauvage est une arme de type éventail donnée au Ranger Jungle Fury bleu par Maître Swoop. L'Éventail Sauvage est également utilisé par l'Esprit Ranger de la Chauve-Souris.
- Sabres du Requin ◆/◆ : Les Sabres du Requin sont des armes de type épée jumelle données au Ranger Jungle Fury rouge par Maître Finn. Les Sabres du Requin sont également utilisés par l'Esprit Ranger du Requin.
- Dague de contrôle : La Dague de contrôle est une arme de type poignard utilisée par le Ranger Rhinocéros pour invoquer le Zord Rhinocéros d'Acier.
- Canon Griffe ◆◆◆ : Le Canon Griffe est une arme de type canon utilisée par le Ranger Jungle Fury pour éliminer les Bête Rinshi et les Généraux des Animaux Fantômes.
- Armure Moto foudroyante : L'Armure Moto foudroyante est une puissante pièce d'armure portée par le Ranger Jungle Fury rouge  lorsqu'il chevauche la Moto foudroyante.
- Niveau Maître de la Jungle ◆◆◆ : Le Niveau Maître de la Jungle est un mode surpuissant utilisé par les Rangers Jungle Fury qui amplifie leurs compétences. Le Niveau Maître de la Jungle est débloqué lorsque les Rangers Jungle Fury se rendent dans le Monde des Esprits pour s'entraîner avec un Maître Pai Zhuq décédé.
  - Ranger Maître de la Jungle rouge : Le Niveau Maître de la Jungle est un mode surpuissant utilisé par le Ranger Jungle Fury rouge  qui améliore ses compétences. Le Niveau Maître de la Jungle est débloqué lorsque le Ranger Jungle Fury rouge  se rend dans le Monde des Esprits pour s'entraîner avec le Maître Rille.
  - Ranger Maître de la Jungle jaune : Le Niveau Maître de la Jungle est un mode surpuissant utilisé par la Ranger Jungle Fury jaune qui améliore ses compétences. Le Niveau Maître de la Jungle est débloqué lorsque la Ranger Jungle Fury jaune se rend dans le Monde des Esprits pour s'entraîner avec le Maître Gouin.
  - Ranger Maître de la Jungle bleu : Le Niveau Maître de la Jungle est un mode surpuissant utilisé par le Ranger Jungle Fury bleu qui améliore ses compétences. Le Niveau Maître de la Jungle est débloqué lorsque le Ranger Jungle Fury bleu se rend dans le Monde des Esprits pour s'entraîner avec le Maître Lope.
- Moto foudroyante : La Moto foudroyante est un véhicule de type moto à thème tigre conduite par le Ranger Jungle Fury rouge.

## Zords

### Esprits Animaux
- Esprit Animal du Tigre : L'Esprit Animal du Tigre est l'Esprit Animal personnel de Casey Rhodes. L'Esprit Animal du Tigre peut se transformer en un Zord semblable à un tigre qui devient le Zord personnel du Ranger Jungle Fury rouge et peut également être utilisé par le Ranger Loup.
- Esprit Animal du Guépard : L'Esprit Animal du Guépard est l'Esprit Animal personnel de Lily Chilman. L'Esprit Animal du Guépard peut se transformer en un Zord semblable à un guépard qui devient le Zord personnel de la Ranger jaune Jungle Fury.
- Esprit Animal du Jaguar : L'Esprit Animal du Jaguar est l'Esprit Animal personnel de Théo Martin. L'Esprit Animal du Jaguar peut se transformer en un Zord semblable à un jaguar qui devient le Zord personnel du Ranger Jungle Fury bleu et peut également être utilisé par le Ranger Loup.
- Esprit Animal de l'Éléphant : L'Esprit Animal de l'Éléphant est l'Esprit Animal personnel de Maître Phant. L'Esprit Animal de l'Éléphant peut se transformer en un Zord semblable à un éléphant qui peut être utilisé par la Ranger jaune Jungle Fury.
- Esprit Animal de la Chauve-Souris : L'Esprit Animal de la Chauve-Souris est l'Esprit Animal personnel de Maître Swoop. L'Esprit Animal de la Chauve-Souris peut se transformer en un zord semblable à une chauve-souris qui peut être utilisé par le Ranger Jungle Fury bleu .
- Esprit Animal du Requin : L'Esprit Animal du Requin est l'Esprit Animal personnel de Maître Finn. L'Esprit Animal du Requin peut se transformer en un Zord semblable à un requin qui peut être utilisé par le Ranger Jungle Fury rouge.
- Esprit Animal du Gorille : L'Esprit Animal du Gorille est l'Esprit Animal personnel de Maître Rille. L'Esprit Animal du Gorille peut se transformer en un Zord semblable à un gorille qui peut être utilisé par le Ranger Jungle Fury rouge en Ranger Maître de la Jungle rouge.
- Esprit Animal du Pingouin : L'Esprit Animal du Pingouin est l'Esprit Animal personnel de Maître Gouin. L'Esprit Animal du Pingouin peut se transformer en un Zord semblable à un pingouin qui peut être utilisé par la Ranger Jungle Fury jaune en Ranger Maître de la Jungle jaune.
- Esprit Animal de l'Antilope : L'Esprit Animal de l'Antilope est l'Esprit Animal personnel de Maître Lope. L'Esprit Animal de l'Antilope peut se transformer en un Zord semblable à une antilope qui peut être utilisé par le Ranger Jungle Fury bleu en Ranger Maître de la Jungle bleu.
- Esprit Animal du Loup : L'Esprit Animal du Loup est l'Esprit Animal personnel de Robert James « R.J. ». L'Esprit Animal du Loup peut se transformer en un Zord semblable à un loup qui devient le Zord personnel du Ranger Loup.
- Esprit Animal du Lion Noir: L'esprit  du Lion Noir est le véritable Esprit de Jarrod, il peut se tranformer en lion  quand il est utiliser.

### Zord du Rhinocéros d'Acier
- Zord du Rhinocéros d'Acier : Le Zord du Rhinocéros d'Acier est un Zord semblable à un rhinocéros qui a été déverrouillé au Nexus du Rhinocéros par le Ranger Rhinocéros et qui devient par la suite son Zord personnel. Le Zord du Rhinocéros d'Acier peut se transformer en une forme humanoïde appelée le Zord du Rhinocéros d'Acier Mode Guerrier.

## Megazords
- Megazord Fierté de la Jungle ◆◆◆ : Les Rangers Jungle Fury peuvent combiner leurs Esprits Animaux pour former le Megazord Fierté de la Jungle.
  - Megazord Fierté de la Jungle avec Pouvoir de l'Éléphant ◆◆◆◆ : L'Esprit Animal de l'Éléphant peut se combiner avec le Megazord Fierté de la Jungle pour former le Megazord Fierté de la Jungle avec Pouvoir de l'Éléphant.
  - Megazord Fierté de la Jungle avec Pouvoir de la Chauve-Souris ◆◆◆◆ : L'Esprit Animal de la Chauve-Souris peut se combiner avec le Megazord Fierté de la Jungle pour former le Megazord Fierté de la Jungle avec Pouvoir de la Chauve-Souris.
  - Megazord Fierté de la Jungle avec Pouvoir du Requin ◆◆◆◆ : L'Esprit Animal du Requin peut se combiner avec le Megazord Fierté de la Jungle pour former le Megazord Fierté de la Jungle avec Pouvoir du Requin.

- Megazord Maître de la Jungle ◆◆◆ : Les Rangers Jungle Fury peuvent combiner leurs Esprits Animaux Maîtres de la Jungle pour former le Megazord Maître de la Jungle.
  - Megazord Maître de la Jungle avec Pouvoir de l'Éléphant ◆◆◆◆ : L'Esprit Animal de l'Éléphant peut se combiner avec le Megazord Maître de la Jungle pour former le Megazord Maître de la Jungle avec Pouvoir de l'Éléphant.
  - Megazord Maître de la Jungle avec Pouvoir de la Chauve-Souris ◆◆◆◆ : L'Esprit Animal de la Chauve-Souris peut se combiner avec le Megazord Maître de la Jungle pour former le Megazord Maître de la Jungle avec Pouvoir de la Chauve-Souris.
  - Megazord Maître de la Jungle avec Pouvoir du Requin ◆◆◆◆ : L'Esprit Animal du Requin peut se combiner avec le Megazord Maître de la Jungle pour former le Megazord Maître de la Jungle avec Pouvoir du Requin

- Megazord Fierté du Loup ◆◆◆ (◆❖❖) : L'Esprit Animal du Loup peut se combiner avec les Esprits Animaux du Tigre et du Jaguar pour former le Megazord Fierté du Loup.
  - Megazord Fierté du Loup avec Pouvoir de la Chauve-Souris ◆◆◆◆ : L'Esprit Animal de la Chauve-Souris peut se combiner avec le Megazord Fierté du Loup pour former le Megazord Fierté du Loup avec Pouvoir de la Chauve-Souris.

## Épisode de la seizième saison (2008)
| No de production | No d'épisode | Titre français                       | Titre original                 | Première diffusion ( États-Unis) |
| ---------------- | ------------ | ------------------------------------ | ------------------------------ | -------------------------------- |
| 637              | 01           | Esprits de la jungle 1ère partie     | Welcome to the Jungle, Part I  | 10 mars 2008                     |
| 638              | 02           | Esprits de la jungle 2ème partie     | Welcome to the Jungle, Part II | 10 mars 2008                     |
| 639              | 03           | L'esprit du tigre                    | Sigh of the Tiger              | 11 mars 2008                     |
| 640              | 04           | Les cinq doigts du poison            | A Taste of Poison              | 11 mars 2008                     |
| 641              | 05           | Une simple défaite                   | Can't Win Them All             | 11 mars 2008                     |
| 642              | 06           | Tout est dans le tempo               | Dance the Night Away           | 11 mars 2008                     |
| 643              | 07           | Un chef, un plan, une belle victoire | Pizza Slice of Life            | 27 novembre 2008                 |
| 644              | 08           | Maître Phant                         | Way of the Master              | 12 mars 2008                     |
| 645              | 09           | Question de choix                    | Good Karma, Bad Karma          | 12 mars 2008                     |
| 646              | 10           | Esprit de la chauve-souris           | Blind Leading the Blind        | 13 mars 2008                     |
| 647              | 11           | La maîtresse de la mer               | Pushed to the Edge             | 13 mars 2008                     |
| 648              | 12           | Un nouveau maître                    | One Master Too Many            | 13 mars 2008                     |
| 649              | 13           | Le monde des esprits 1ère partie     | Ghost of a Chance, Part I      | 13 mars 2008                     |
| 650              | 14           | Le monde des esprits 2ème partie     | Ghost of a Chance, Part II     | 13 mars 2008                     |
| 651              | 15           | Les pouvoirs du porc-épic            | Bad to the Bone                | 12 mai 2008                      |
| 652              | 16           | La force du loup                     | Friends Don't Fade Away        | 12 mai 2008                      |
| 653              | 17           | C'est ce que font les chefs          | No « I » in Leader             | 13 mai 2008                      |
| 654              | 18           | Nouvel ami                           | True Friends, True Spirits     | 13 mai 2008                      |
| 655              | 19           | Dominic, le nouveau Power Ranger     | Path of the Rhino              | 14 mai 2008                      |
| 656              | 20           | La dague de contrôle                 | Dash for the Dagger            | 15 mai 2008                      |
| 657              | 21           | Le Nexus                             | Race to the Nexus              | 15 mai 2008                      |
| 658              | 22           | Les yeux de cristal                  | Arise the Crystal Eyes         | 16 mai 2008                      |
| 659              | 23           | Les trois maîtres                    | Fear and the Phantoms          | 16 mai 2008                      |
| 660              | 24           | Les esprits Rangers                  | Blue Ranger, Twin Danger       | 1er septembre 2008               |
| 661              | 25           | La lueur stellaire                   | One Last Second Chance         | 1er septembre 2008               |
| 662              | 26           | Une émission géniale !               | Don't Blow That Dough          | 11 août 2008                     |
| 663              | 27           | La force de deux tigres              | Tigers Fall, Lions Rise        | 12 août 2008                     |
| 664              | 28           | Qui sème la poussière…               | The Spirit of Kindness         | 13 août 2008                     |
| 665              | 29           | Découverte génétique                 | Maryl and the Monkeys          | 14 août 2008                     |
| 666              | 30           | L'épreuve finale                     | To Earn Your Stripes           | 15 août 2008                     |
| 667              | 31           | Casey affronte son destin            | Path of the Righteous          | 27 octobre 2008                  |
| 668              | 32           | Esprit du tout puissant lion         | Now the Final Fury             | 27 octobre 2008                  |